# Yamal Airlines
Yamal Airlines (Russisch: ОАО «Авиационная транспортная компания «Ямал») is een Russische luchtvaartmaatschappij met haar thuisbasis in de noordelijke West-Siberische stad Tjoemen. Zij voert passagiers-, vracht- en chartervluchten uit zowel binnen als buiten Rusland.

## Geschiedenis
Yamal Airlines of Yamal Air Transport Company is opgericht in 1997.

## Diensten
Yamal Airlines voert lijndiensten uit naar:(2023)
Binnenland: Anapa, Archangelsk, Belgorod, Tsjeljabinsk, Gelendzjik, Gorno-Altajsk, Kaloega, Kirovsk, Kogalym, Krasnojarsk, Koergan, Moskou Domodedovo, Moskou Sjeremetjevo, Moskou Zjoekovski, Nadym, Nizjnevartovsk, Novy Oerengoj, Nojabrsk, Omsk, Orenburg, Perm, Rostov aan de Don, Sint Petersburg, Salechard, Samara, Sotsji, Soergoet, Tjoemen, Oefa, Simferopol.
Buitenland: Minsk, Tel Aviv, Aqtau, Almaty, Dubai.

## Vloot
De vloot van Yamal Airlines bestaat uit: (februari 2023)
| Vliegtuig            | In vloot |
| -------------------- | -------- |
| Airbus A320-200      | 8        |
| Airbus A321-200      | 3        |
| Bombardier CRJ-200LR | 3        |
| Sukhoi Superjet 100  | 15       |